# Touit
Touitは、2013年からカール・ツァイスがAPS-Cサイズミラーレスカメラ用オートフォーカスレンズに使用しているレンズブランドである。名称はラテン語でオウムの一種の属名に由来する。
2021年4月から、日本国内での販売・サポートはケンコー・トキナーが担当している。

## 製品
それぞれEマウント用とXマウント用があり、Xマウント用には絞りリングが備えられている。
- Touit2.8/12 - 12mmF2.8。逆望遠型で非球面レンズと異常分散レンズを含む8群11枚。近距離補正機構で最短撮影距離0.18m。アタッチメントはφ67mmP=0.75mmねじ込み。
- Touit1.8/32 - 32mmF1.8。ダブルガウス型の5群8枚。最短撮影距離0.3m。アタッチメントはφ52mmP=0.75mmねじ込み。
- Touit2.8/50M - 50mmF2.8のマクロレンズ。ダブルガウス型で非球面レンズと異常分散レンズを含む11群14枚。近距離補正機構で最短撮影距離0.15m。アタッチメントはφ52mmP=0.75mmねじ込み。